# Будинок на площі Катедральній, 5 (Львів)
Будинок на площі Катедральній, 5 (також кам'яниця Капітульна, конскрипційний № 22, інша адреса — вул. Галицька, 4) — житловий будинок XVIII—XIX століть, пам'ятка архітектури національного значення (охоронний № 1247). Розташований в історичному центрі Львова, на площі Катедральній, біля каплиці Боїмів.

## Історія
Будинок зведений наприкінці XVIII століття на місці старої розібраної кам'яниці, належав капітулі Римсько-католицького кафедрального собору, внаслідок чого отримав неофіційну назву «кам'яниця Капітульна». Проект будинку, затверджений у вересні 1778 року, склав архітектор Антон Косинський. Будівельні роботи почалися 9 червня 1779 року і завершилися у 1780 році. Майстер Ігнатій Зелякєвич виготовив для нового будинку кахляні печі.
У XIX столітті будинок реконструювали. У середині 1850-х років у будинку розміщувалася польськомовна філія (1—4 класи) 2-ї гімназії, яка пізніше перетворилася на окрему гімназію № 3 імені Стефана Баторія. 
У період Польської республіки в будинку містився салон пошиття і продажу капелюхів Антонія Кафки та склад порцеляни і скла Тадеуша Окорницького, за радянських часів, у 1950-х роках — ремонт взуття. На межі XX—XXI століть у будинку розташовувався магазин одягу «Відіван», з 2007 року тут розміщується кав'ярня «Мапа», з іншого боку будинку діє винотека «Cafe1» мережі Kumpel Group. У серпні 2012 року біля «Cafe1» встановили туристичну атракцію, яка швидко здобула популярність, — дорожній знак «Місце для поцілунків».

## Опис
Будинок триповерховий, у плані витягнутий, Г-подібний. Головний фасад, що виходить на вулицю Галицьку, симетричний, шестивіконний, розчленований вертикально пілястрами тосканського ордеру. Вікна прямокутні, декоровані простими непрофільованими лиштвами. Вікна першого поверху перероблені на панорамні вітрини. Тильний фасад, що виходить у бік Латинського собору, декорований лише горизонтальною тягою над першим поверхом, вікна прості, прямокутні.
Даний будинок — характерний зразок житлової забудови Львова кінця XVIII століття.

## Галерея

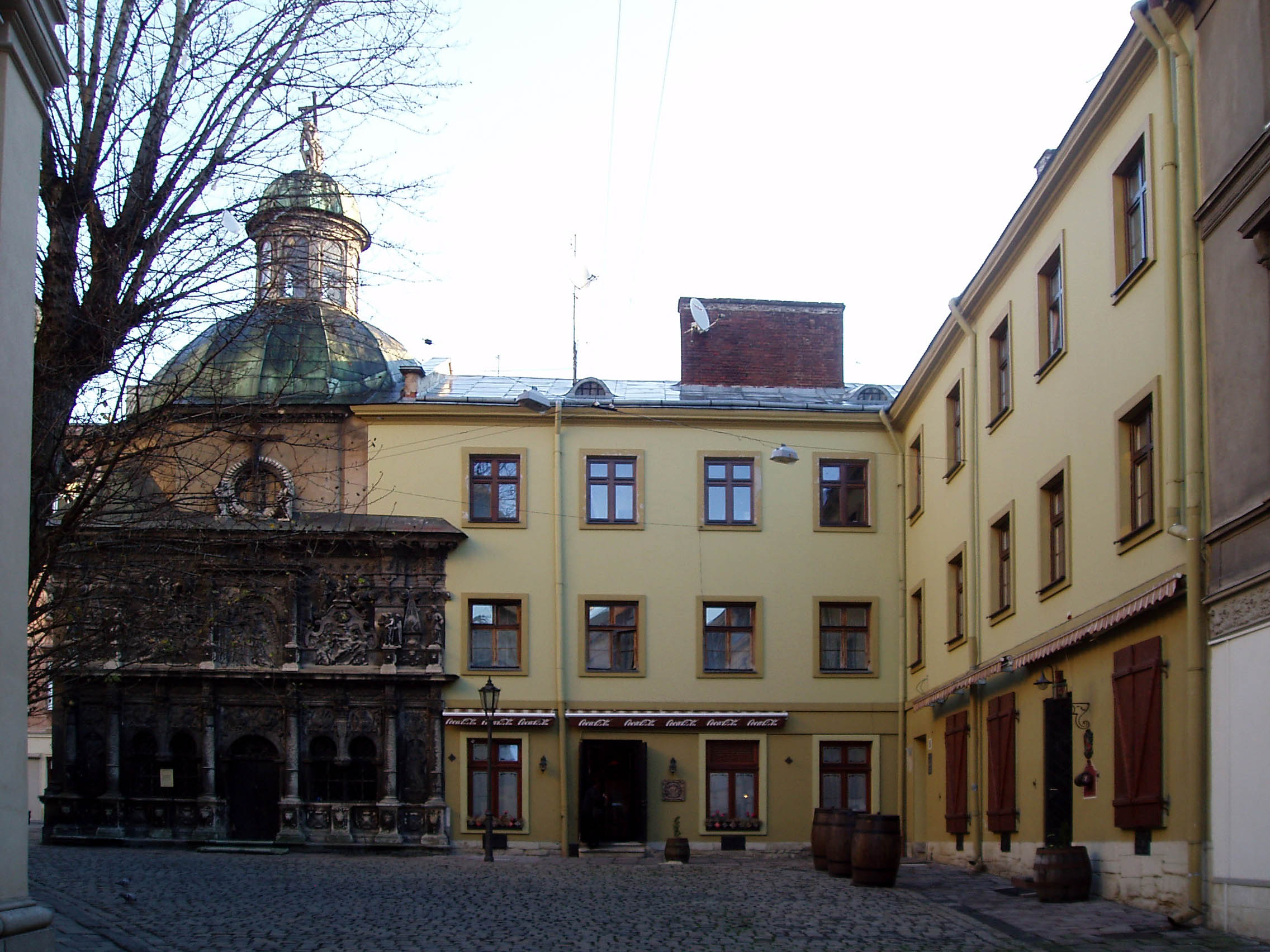
Тильний фасад
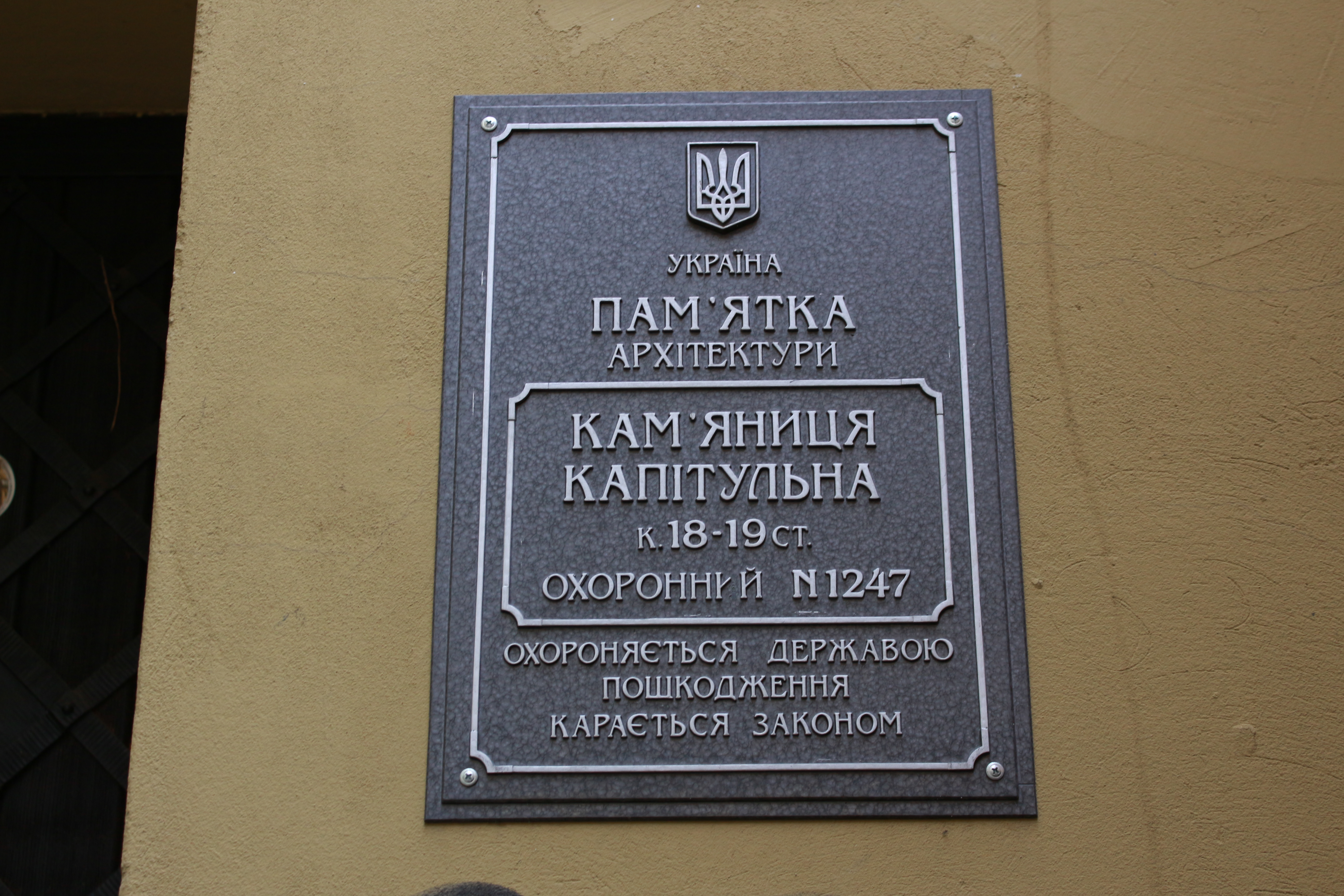
Охоронна табличка